# Campionati europei di nuoto 2010 - 1500 metri stile libero maschili
Le qualifiche per la finale si sono svolte la mattina del 10 agosto 2010, mentre finale si è svolta la sera dell'11 agosto 2010.

## Medaglie
| Posizione | Atleta            | Paese   |
| --------- | ----------------- | ------- |
| Oro       | Sébastien Rouault | Francia |
| Argento   | Pál Joensen       | Fær Øer |
| Bronzo    | Samuel Pizzetti   | Italia  |

## Record
Prima della manifestazione il record del mondo (RM), il record europeo (EU) e il record dei campionati (RC) erano i seguenti.
| Record mondiale       | 14'34"56 | Grant Hackett Australia | 29 luglio 2001 Fukuoka, Giappone  |
| Record europeo        | 14'43"21 | Jurij Prilukov Russia   | 17 agosto 2008 Pechino, Cina      |
| Record dei campionati | 14'50"40 | Jurij Prilukov Russia   | marzo 2008 Eindhoven, Paesi Bassi |

Durante la competizione non sono stati migliorati record.

## Risultati batterie
| Pos. | Atleta                | Nazionalità | Tempo    | Batteria | Corsia | Note |
| ---- | --------------------- | ----------- | -------- | -------- | ------ | ---- |
| 1    | Samuel Pizzetti       | Italia      | 15:03.32 | 3        | 4      |      |
| 2    | Pál Joensen           | Fær Øer     | 15:04.05 | 1        | 6      |      |
| 3    | Sébastien Rouault     | Francia     | 15:06.70 | 2        | 4      |      |
| 4    | Przemysław Stańczyk   | Polonia     | 15:08.54 | 2        | 6      |      |
| 5    | Federico Colbertaldo  | Italia      | 15:08.83 | 3        | 5      |      |
| 6    | Mateusz Sawrymowicz   | Polonia     | 15:09.50 | 2        | 5      |      |
| 7    | Gergely Gyurta        | Ungheria    | 15:12.46 | 2        | 2      |      |
| 8    | Anthony Pannier       | Francia     | 15:14.38 | 1        | 5      |      |
| 9    | Mads Glæsner          | Danimarca   | 15:16.63 | 1        | 3      |      |
| 10   | Marcos Rivera Miranda | Spagna      | 15:22.35 | 3        | 3      |      |
| 11   | Job Kienhuis          | Paesi Bassi | 15:24.31 | 1        | 4      |      |
| 12   | Vitaly Romanovich     | Russia      | 15:24.79 | 3        | 2      |      |
| 13   | MacIej Hreniak        | Polonia     | 15:26.87 | 3        | 7      |      |
| 14   | Sergiy Frolov         | Ucraina     | 15:27.12 | 2        | 3      |      |
| 15   | Krzysztof Pielowski   | Polonia     | 15:28.29 | 1        | 7      |      |
| 16   | Olexandr Lutchenko    | Ucraina     | 15:28.98 | 1        | 2      |      |
| 17   | Maxym Shemberyev      | Ucraina     | 15:32.05 | 3        | 1      |      |
| 18   | Sergej Bol'šakov      | Russia      | 15:34.92 | 3        | 6      |      |
| 19   | Thomas Allen          | Regno Unito | 15:45.31 | 2        | 7      |      |
| 20   | Patrik Rakos          | Ungheria    | 16:03.98 | 2        | 1      |      |
| 21   | Stefan Sigrist        | Svizzera    | 16:23.14 | 1        | 1      |      |

## Finale
| Pos. | Atleta               | Nazionalità | Corsia | Tempo    | Note |
| ---- | -------------------- | ----------- | ------ | -------- | ---- |
|      | Sébastien Rouault    | Francia     | 3      | 14:55.17 |      |
|      | Pál Joensen          | Fær Øer     | 5      | 14:56.90 |      |
|      | Samuel Pizzetti      | Italia      | 4      | 14:59.76 |      |
| 4    | Federico Colbertaldo | Italia      | 2      | 15:06.92 |      |
| 5    | Mateusz Sawrymowicz  | Polonia     | 7      | 15:12.28 |      |
| 6    | Anthony Pannier      | Francia     | 8      | 15:16.02 |      |
| 7    | Gergely Gyurta       | Ungheria    | 1      | 15:19.27 |      |
| 8    | Przemysław Stańczyk  | Polonia     | 6      | 15:24.26 |      |